# Davidson Whaling Station

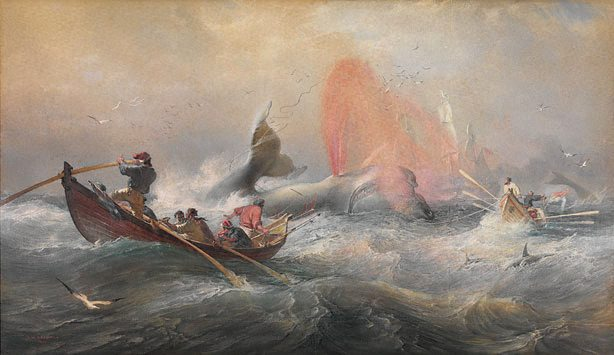
Walfang in der Twofold Bay (1867), ein Gemälde von Oswald Brierly

Die Davidson Whaling Station (deutsch: Davidson-Walfangstation), die an der Ostküste von New South Wales lag, wurde von 1828 bis 1940 mit kurzen Unterbrechungen betrieben. Sie ist damit die zeitlich am längsten betriebene Walfangstation in Australien an der gesamten Küste des Australischen Kontinents.
Diese Walfangstation ist aufgrund ihrer historischen Bedeutung im Jahr 1999 in die Denkmalschutzliste von New South Wales eingetragen worden.

## Lage
Die Davidson Whaling Station liegt etwa 500 Kilometer südlich von Sydney und 35 Kilometer südlich der Stadt Eden. Sie befindet sich ufernah an der Twofold Bay auf dem Südufer der Mündung des Towamba River. Die Walfangstation liegt im Beda Valley Shire in der Nähe der Siedlung Edrum an East Boyd Bay. Die ehemalige Walfangstation kann auf einer Straße von Eden aus erreicht werden, wobei die letzten 4 Kilometer nicht asphaltiert sind.

## Geschichte
Die Twofold Bay bot am Anfang der Kolonisierung von Australien zahlreichen Schiffen Schutz, als sie Gefahr liefen, in die dort häufig herrschenden Stürme zu geraten. Von den Schiffen aus wurden sicherlich die aus der Antarktis kommenden Wale gesichtet, die jährlich von Mai bis November die Bucht aufsuchten.
Diese Berichte nutzte John Raine als Erster, als er im Jahr 1828 eine Walölkocherei in der Twofold Bay aufbaute und betrieb. Es war die Erste an einem Strand des Australischen Kontinents.
Danach errichteten im Jahr 1834 die Brüder Alexander, Georg und Peter Imlay eine Walfangstation. Sie bauten neben ihrer Walölkocherei ein einfaches Gebäude aus Holz auf, das mit Rinden gedeckt war. Die Brüder sollen die lokalen Aborigines vom Clan der Thaua (bzw. Thawa), die zum Stamm der Yuin gehören, am Walfang beschäftigt haben. Aus finanziellen Gründen scheiterten die Brüder mit ihrem Walfangunternehmen in den 1840er Jahren.

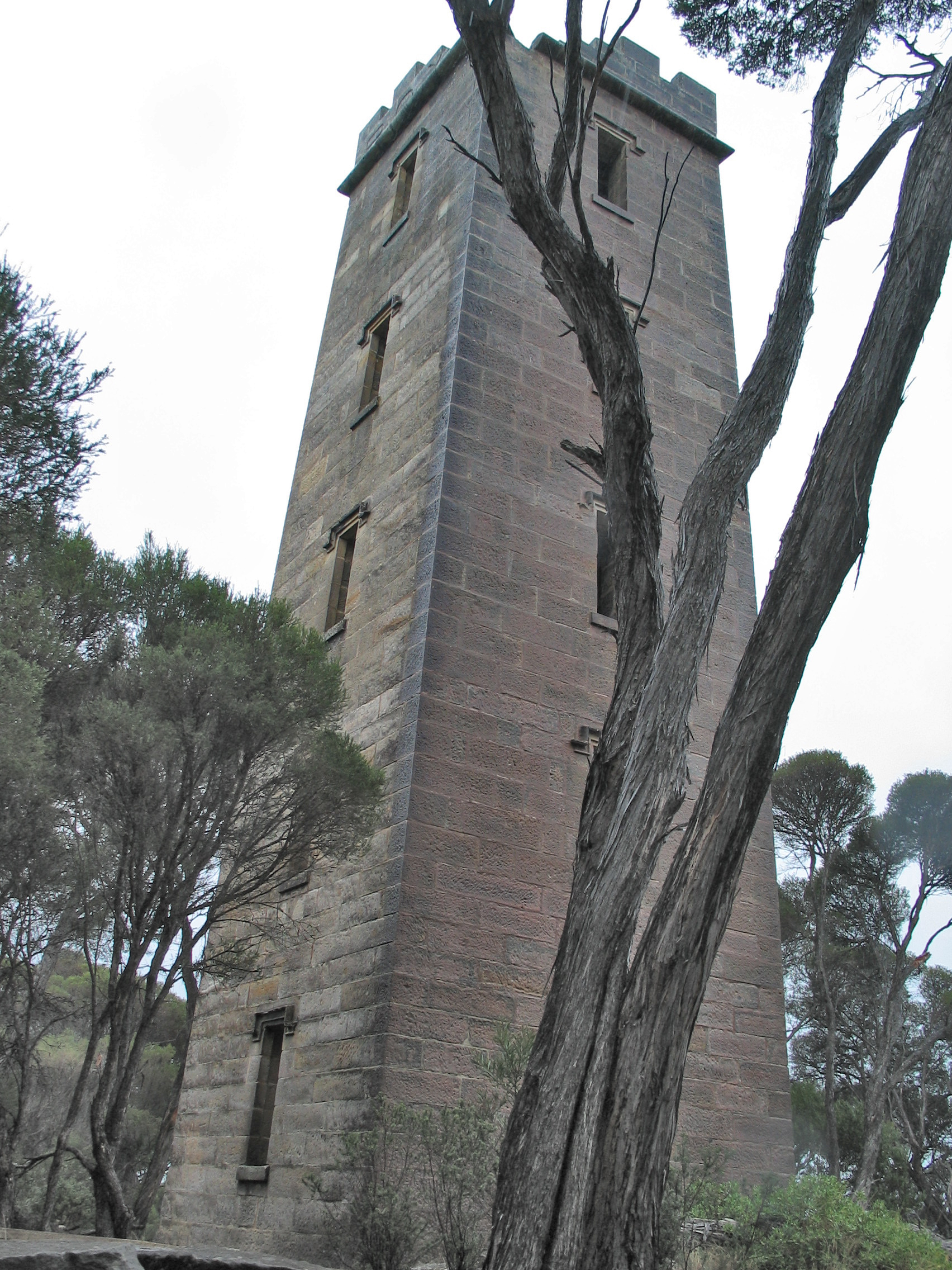
Boyd Tower, der als Walbeobachtungsturm diente

Die Familie Boyd kaufte das Anwesen im Jahr 1854 auf und ließ sich dort nieder. Neben diesem Unternehmen betrieb Benjamin Boyd zahlreiche weitere Geschäfte. Er erweiterte die Baulichkeiten an der Twofold Bay und baute die Walfangstation auf dem Kiah Inlet auf. Hierzu bot sich der flache Sandstrand an, denn so konnten die erlegten Wale, die ausschließlich mit Booten und Harpunen gejagt wurden, mit geringerem Aufwand auf den Strand gezogen werden. Er ließ auch den Boyd Tower bauen, der als Leuchtturm geplant war und später den Davidsons als Walbeobachtungsturm diente. Benjamin Boyd gründete Boyd Town und wollte den Ort zu einem Walfanghafen ausbauen, was letztlich nicht gelang. Die Geschäfte von Benjamin Boyd waren kurzlebig. Als 1833 der Export von Walöl und Fischbein etwa die Hälfte des gesamten Exports von New South Wales betrug, versuchte Boyd im Walfang in Tasmanien aktiv werden. In dieser Zeit verwaltete Oswald Brierly die Walfangstation, ein Künstler. In dieser Zeit entstanden mehrere Bilder von Brierly über den Walfang an der Twofold Bay. Das wirtschaftliche Konzept von Boyd in Tasmanien ging nicht auf. Später wurde er zahlungsunfähig. Als die Geschäfte von Boyd im Jahr 1848 scheiterten, beschäftigte er neun Walfänger in der Twofold Bay.
Der bei Benjamin Boyd beschäftigte Alexander Davidson übernahm 1857 die Walstation. Alexander Davidson betrieb Walfang mit seinem Sohn John und Enkelsohn George.

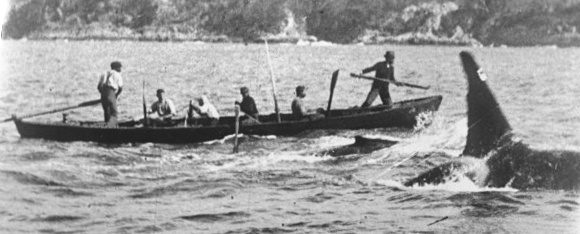
Old-Toms-Rückenflosse in der Twofold Bay im Vordergrund. Das Boot im Hintergrund soll bereits einen Wal harpuniert haben.

Die Familie Davidson soll das Wissen der Aborigines zum Walfang genutzt haben. Denn diese berichteten von Orcas, die Wale ins seichte Wasser getrieben hätten. Die am Strand verendeten Wale sollen den Aborigines dann als Nahrungsmittel gedient haben. Diese Fangmethode sollen auch die Davidsons genutzt haben. Die Orcas, die sich an der Jagd beteiligt haben sollen, erhielten sogar Namen. Der größte und bekannteste Wal darunter soll „Old Tom“ gewesen sein. Von diesem Wal gibt es ein Skelett im Eden Killer Whale Museum in Eden.
Die Davidsons fingen im ersten Quartal des 20. Jahrhunderts 10 bis 15 Wale jährlich. Danach beschäftigten sie sich vor allem mit der Landwirtschaft, um die jährlich schwankende Nachfrage nach Produkten von Walen auszugleichen. 1925 fingen sie lediglich zwei Wale und 1929 wurde der letzte Wal von ihnen gefangen. Anschließend verließen sie den Ort im Jahr 1940.
Bemerkenswert ist, dass festgestellt wurde, dass die Technik des Walfangs in der Twofold Bay über die gesamte Fangzeit nie verändert wurde, sondern auf dem Stand der Anfangszeit mit einzelnen, offenen Ruderbooten erfolgte.

## Denkmalschutz

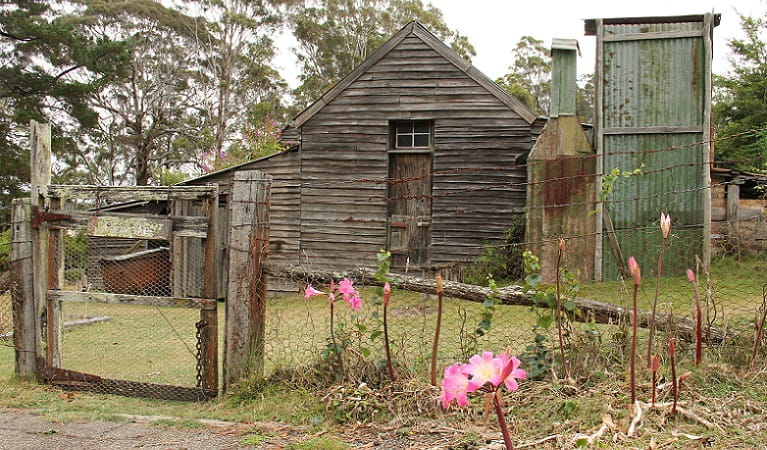
Davidson Whaling Station (historisches Stationsgebäude am Kish Inlet)

Diese Walfangstation ist eine der wenigen in Australien, die in ihrem Ursprungszustand verblieb. Sie stellt auch ein Beispiel des frühen Zusammenlebens von Aborigines und europäischen erinnern heute (2019) lediglich Fragmente der Mauerfundamente und der Feuerplatz der Walölkocherei, Holzpfahlfundamente und drei Schifftanks, in denen das Walöl gelagert wurde.
Die Baulichkeiten, die heute noch existieren, sind die Holzhütte Loch Garra, Küche/Essraum, der möglicherweise schon vor der Errichtung der Hütte existierte sowie der Gartenschuppen und Duschverschlag, die die Boyds bauten. Erkennbar sind die Reste von Davidsons Garten mit den zusammengebrochenen und überwachsenen Zäunen des Obstgartens im Osten der Hütte und die Grasflächen außerhalb des Obstgartens. Auf diesem Gebiet befindet sich auch ein alter Damm, den die Boyds errichteten. Ferner befinden sich auf dem unter Denkmalschutz stehenden Gelände Muschelansammlungen der Aborigines, die dort lebten. Ansonsten ist das gesamte Gebiet von Bäumen und Gebüschen bewachsen, die vereinzelt stehen, ein offener Wald.
Die Walfangstation und die bauliche Anlage ist aus denkmalpflegerischer Sicht ein bedeutendes historisches Beispiel für die frühe australische Architektur und Gärten im australischen Busch aus der Zeit vom Anfang bis zur Mitte des 20. Jahrhunderts.